# Hiroaki Matsuyama
Hiroaki Matsuyama (jap. 松山 博明 Matsuyama Hiroaki; ur. 31 sierpnia 1967) – japoński piłkarz występujący na pozycji pomocnika.

## Kariera piłkarska
Od 1990 do 1996 roku występował w klubach Furukawa Electric, Bellmare Hiratsuka, Tosu Futures i Consadole Sapporo.

## Kariera trenerska
Po zakończeniu piłkarskiej kariery pracował jako trener w Oita Trinita i Reprezentacja Bhutanu w piłce nożnej mężczyzn.